# Nevzad Hanım
Nevzad Hanım, död 1992, var femte hustru till den osmanska sultanen Mehmet VI (regerande 1918–1922).
Hon var dotter till den albanska hovträdgårdsmästaren Şaban Efendi och Hatice Hanım. Hon gavs till det kejserliga osmanska haremet som kalfa. Mehmet VI blev sultan 1918 och gifte sig med henne 1921. Det blev sista gången en osmansk sultan gifte sig före monarkins fall. Paret fick inga barn. 
Det osmanska sultanatet avskaffades 1 november 1922 och det osmanska kalifatet i mars 1924, varefter alla medlemmar av den före detta osmanska dynastin förvisades från den nya republiken Turkiet. Hon stannade initialt kvar i Turkiet, men reste till maken i Italien efter upprepade uppmaningar från honom. När Mehmet avled 1926 anklagade hans systerson Sultanzade Sami Bey henne för att ha mördat sin make, och lade beslag på hennes tillhörigheter. Hon återvände sedan till Turkiet, och gifte om sig. 
Hon utgav sina memoarer 1937. 